# Una dona, una pistola i una botiga de fideus xinesos
Una dona, una pistola i una botiga de fideus xinesos (三枪拍案惊奇, Sānqiāng Pāi'àn Jīngqí, internacionalment A Woman, a Gun and a Noodle Shop) és una pel·lícula xinesa dle 2009 dirigida per Zhang Yimou. Descrit com un encreuament entre la Comèdia screwball i el thriller, la pel·lícula és protagonitzada per Sun Honglei i Ni Dahong al segment de thriller mentre que els còmics Xiaoshenyang i Yan Ni protagonitza el segment còmic. Ha estat doblada al català.
Remake xinès de la pel·lícula estatunidenca de 1984 Sang fàcil, el debut dels germans Coen, la trama transporta la ciutat de la pel·lícula original a Texas a una botiga de fideus d'una petita ciutat del desert de la província de Gansu. La pel·lícula s'ha descrit com una desviació considerable dels treballs anteriors del director.

## Argument
L'abusiu propietari d'una botiga de fideus al desert a la Xina planeja l'assassinat de la seva esposa adúltera i el seu amant, però va malament després que les històries entrellaçades de diversos personatges portin a dobles creuaments i víctimes mortals.

## Repartiment
- Sun Honglei – Zhang
- Ni Dahong – Wang
- Xiaoshenyang – Li
- Yan Ni - Esposa de Wang

## Producció
La fotografia principal va començar el juny de 2009 i la pel·lícula es va estrenar l'11 de desembre de 2009 a la Xina.

## Recepció

### Resposta crítica
La pel·lícula va fer la seva estrena internacional en competició al 60è Festival Internacional de Cinema de Berlín, on va ser nominada a l'Ós d'Or.
La pel·lícula va rebre respostes polaritzadores del públic, alguns van assenyalar l'inventiva visual i el to poc seriós de la pel·lícula, mentre que altres van criticar l'ús del cineasta de l'humor slapstick i l'estil exagerat. Zhang va revelar a la Berlinale que els germans Coen li havien escrit després de veure una còpia de la pel·lícula, i va expressar que els encantaven els canvis fets en aquesta versió.
Una dona, una pistola i una botiga de fideus xinesos té una puntuació d'aprovació del 34% al lloc web de l'agregador de ressenyes Rotten Tomatoes, basat en 59 ressenyes, i una puntuació mitjana de 5,5/10. El Consens crític del lloc web afirma: "L'àmplia reinterpretació de la Sang fàcil dels germans Coen per part de Zhang Yimou lluita per aportar alguna cosa nova al sinuós assassinat misteriós i, en lloc d'això, s'enfonsa amb un excés de comèdia elevada". Metacritic va assignar a la pel·lícula una puntuació mitjana ponderada de 57 sobre 100, basada en 28 crítics, indicant "crítiques mixtes o mitjanes".
Derek Elley de Variety va descriure la pel·lícula com un "drama molt més ascètic i de cambra" que és una "adaptació bastant propera" i "afeccionada amb una mica d'humor prafall i visualment". millorat per lents saturades". Elley també va assenyalar que "els aficionats a Coen no es sorprendran per cap dels girs posteriors de la història, i el públic en general es divertirà agradablement, ja que Zhang intenta manipular els esdeveniments per als seus propis propòsits."
Maggie Lee de The Hollywood Reporter està més barrejada amb la pel·lícula, i la va descriure com "una producció alta però llampant amb un humor obscur regional intraduïble", i va assenyalar els canvis respecte a l'original amb "ritme". és molt més frenètic amb personatges i càmeres en moviment inquiet. Els intervals estan plens de gags visuals exòtics i jocs de paraules col·loquials, com una escena de fer massa coreografiada com un espectacle acrobàtic de filar plats o la rutina de ball de hip-hop en grup".
Alguns crítics també van veure la pel·lícula com a única en la filmografia de Zhang. James Marsh de Twitch Film va descriure la pel·lícula com "una sortida espectacular del seu treball anterior", i va elogiar la primera meitat de la pel·lícula com a "ritme vertiginós" i "moltes rialles al llarg de tot", però va assenyalar "la segona meitat fa un canvi deliberat cap al territori més fosc, com sabran aquells que ja estan familiaritzats amb la història, i encara que es gestiona amb eficàcia per dret propi, perd part de l'energia generada a la primera meitat." No obstant això, Marsh afirma "Dit això, la pel·lícula s'ha de considerar un èxit, sens dubte, tant com a experimentació per al director, com a adaptació de Sang fàcil i com a comèdia de rosca per dret propi."
Edmund Lee de Time Out Hong Kong va descriure la pel·lícula com "segurament un dels projectes més improbables de l'any", i un "remake d'època sacrílegment divertit". Lee afirma a més: "Zhang ha canviat la vista opressivament desolada de Texas pel paisatge desèrtic visualment embriagador de la Xina per aquesta pel·lícula apassionant, alhora hilarant i cruelment irònica."
Tanamteix, Perry Lam a Muse la va criticar, afirmant: "La història es desenvolupa en un entorn gairebé surrealista, sospitosament generat per ordinador, que està decididament tancat a la realitat exterior. Zhang, que normalment es preocupa profundament pels seus personatges, perd el seu intens domini emocional sobre els seus actors."
Geoffrey Macnab de The Independent en revisar la pel·lícula a la Berlinale afirma que "el remake de Zhang Yimou de Sang fàcil dels germans Coen és emocionant i inventiu", i "el mestratge formal de Zhang és poc menys que sorprenent... hi ha pocs cineastes que utilitzen l'edició en color o so d'una manera tan agosarada."

### Taquilla
La pel·lícula va costar aproximadament 12 milions de dòlars per fer, notablement menys costosa que les èpiques històriques més recents de Zhang Yimou. La pel·lícula, malgrat la recepció polaritzada, va tenir èxit a la taquilla, i va arribar als 261 milions de iuans bruts (38 milions de dòlars) en menys de sis setmanes, triplicant-se. el pressupost de la pel·lícula.